# FK Zenit Leningrad
FK Zenit Leningrad (Russisch: ФК Зенит Ленинград) was een Russische voetbalclub uit Leningrad, het huidige Sint-Petersburg en een voorloper van het huidige FK Zenit Sint-Petersburg. 

## Geschiedenis
De club werd opgericht in 1924 als Bolodarski Rajon en nam in 1925 de naam Bolsjevik Leningrad aan. De club speelde in de stadscompetitie van Leningrad, maar kon daar geen titel winnen. In 1938 werd de hoogste klasse van de Sovjet-competitie uitgebreid waardoor de club, die dat jaar de naam Zenit aangenomen had, een van de vijf clubs uit Leningrad werd in de hoogste klasse. De club eindigde 22ste op 26 clubs en doordat de competitie het volgende seizoen naar veertien clubs teruggebracht werd ging de club nu in de tweede klasse spelen. De club werd voorlaatste in 1939 en liet enkel Dinamo Kazan achter zich. Hierna fuseerde de club met Stalinets Leningrad, dat nog steeds in de hoogste klasse actief was. De fusieclub nam de plaats van Stalinets in maar nam wel de naam Zenit over. 